# Haiman Hugó
Haiman Hugó (Nizsna, 1881. november 20. – Budapest, 1932. február 22.) tanár, műfordító. Haiman György tipográfus, könyvművész apja. Felesége Kner Ilona volt, Kner Izidor lánya.

## Élete
Haiman Vilmos és Donner Mária fia. A budapesti egyetem magyar–német szakán végzett, középiskolai tanári és bölcsészdoktori oklevelet szerzett. 1913-tól tanárként dolgozott Budapesten. A világháború idején katona volt és orosz fogságba esett. Később Oroszország egyik távol-keleti városába, Nyikolszk-Usszurijszkijba (ma: Usszurijszk) került, ahol két éven át nyelvtanárként működött, és csak 1920-ban tért vissza Magyarországra.
Orosz nyelvtudását és megismerkedését az orosz irodalommal itthon műfordítóként kamatoztatta. Eredetiből fordította olyan klasszikus írók műveit, mint Lev Tolsztoj vagy Ivan Turgenyev, és elsőként szólaltatott meg magyarul néhány kiemelkedő fiatalabb prózaírót. Számos fordításának kiadását rokoni kapcsolata tette lehetővé. Kner Izidor gyomai műhelyéből 1926–1928-ban fordításait tartalmazó hat-hat könyv jelent meg két sorozatban. Megjelent egy eredeti munkája is: Kürnberger Ferdinánd regényei és novellái (Budapest, 1910).

## Fordításaiból
A Kner-féle kiadás első sorozatában (1926–1927):
- Alekszandr Puskin: A postamester
- Ivan Turgenyev: Mumu
- Lev Tolsztoj: Polikuska
- Vlagyimir Korolenko: A vak muzsikus
- Nyikolaj Leszkov: A halhatatlan Golovan
- Vszevolod Garsin: A piros virág (elbeszélések)

A második sorozatban (1928):
- Leonyid Leonov: A kis ember vége (regény)
- Alekszandr Nyeverov: Az ígéret földje (regény)
- Mihail Prisvin: A fekete arab (két elbeszélés)
- Alekszej Remizov: Istenítélet. Rejtelmes történetek
- Ivan Smeljov: Boldogasszony kelyhe (regény)
- Alekszej Tolsztoj: Péter cár napja (három elbeszélés).

Az első sorozatról Bonkáló Sándor, a második hat könyvről és a fordításról Laziczius Gyula írt méltatást a Nyugatban.
Haiman Hugó később még átültette Lev Tolsztoj önéletrajzi regényét (Ifjúságom regénye I-III. Gyermekkor, serdülőkor, ifjúság) és az Élő holttest című kisregényét is. Lefordította, de Halmy András fordítói álnév alatt adták ki Ilja Ehrenburg Jeanne szerelme című regényét (Budapest, 1930), melyet azonban betiltottak.